# Eesti Energia Kaevandused
Eesti Energia Kaevandused AS – estońska firma wydobywcza, część państwowego koncernu energetycznego Eesti Energia.
Przedsiębiorstwo zajmuje się wydobyciem łupków bitumicznych i żwiru. Posiada cztery zakłady górnicze w północno-wschodniej części Estonii. Ponadto od 2009 roku, po przejęciu firmy Põlevkivi Raudtee, zarządza około 200 kilometrami przemysłowych linii kolejowych i zajmuje się samodzielnie kolejowym transportem kopalin.